# 美國管理科技大學
美國管理科技大學（UMT）是一所營利性私立大學，位于弗吉尼亞州阿靈頓，成立於1998年，提供受認可的本科和研究生學位，包括副學士，學士，碩士和博士學位，以及證書課程。 UMT的項目管理學位課程也獲得了項目管理協會（PMI）的全球認證中心（GAC）的認可。UMT是高等教育認證理事會（CHEA）的機構成員，也是PMI的全球註冊教育提供者。UMT由美國教育部授權提供聯邦學生援助（FSA）對符合條件的計劃的合格學生。UMT已獲得美國國土安全部公民和移民服務局的批准，可以接受F-1簽證學生。UMT由美國國務院授權贊助J-1簽證國際交換生。UMT已由弗吉尼亞州批准機構批准，用於各種退伍軍人的教育福利計劃。
2010年至2014年，UMT總裁陳燕平博士因涉嫌與中華人民共和國軍方有關係而受到美國政府的調查。於2014年3月，美國檢察官辦公室結束了調查，並沒有對陳提出任何指控。根據福克斯新聞2017年的報導，該大學於2018年被拒絕參加國防部的學費援助計劃。

## 歷史
大學成立於1998年，陳燕平博士擔任創始會長，她的丈夫J. Davidson Frame博士擔任該大學的創始院長。在成立之初，它提供了兩個研究生學位：MBA和管理學碩士（MSM），重點是項目管理。大學在2002年，它被授權提供全方位的學位課程，包括副學士學位，學士學位，碩士學位和博士學位。在美國教育部中的認可的高等教育機構和計劃數據庫（DAPIP）登記編號為: 167039 以及 OPE 編號為：04110300美國管理科技大學自2002年6月1日起獲得遠程教育認證委員會認證。另外由2007至今在香港開辦課程，在香港教育局中的非本地高等及專業教育課程註冊，BBA,MBA,DBA課程。以導師在金鐘校園上課教學或以自修課程配合遙距網上學習，當學生完成功課及考試試合格，可取得與在美國本部攻讀課程所獲之完全相同的學位證書。

## 學生生活
UMT提供遠程和校外學習，大學的教職員工擁有豐富管理和教育經驗，並於服務非營利組織和政府機構合作。這些實體包括政府部門，例如白宮，美國國家標準與技術研究院，國防部，能源部，美國國務院，國家衛生研究院，國稅局和社會保障局; 大型公司，例如AT＆T，朗訊科技，NCR，SITA（法國），ABB（瑞士和瑞典），IBM，摩托羅拉，惠普，威瑞森 ; 以及世界銀行等國際組織。

### 被懷疑和中國軍方方聯系
2010年至2014年，由於涉嫌與中華人民共和國軍方有關係。2012年，聯邦調查局突擊搜查校長的家和她在大學的辦公室，作為其反間諜活動的一部分。 根據福克斯新聞報導根據FBI洩露的案件檔案信息提供的三份報導，調查集中在關於陳女士的軍事生涯的虛假陳述的指控，據稱她的移民表格和通過中華人民共和國的遠程訪問，對UMT軍事人員記錄的潛在妥協。根據福克斯新聞，2014年3月，美國弗吉尼亞州東部檢察官辦公室表示不會進一步調查。沒有對陳提出任何指控。福克斯新聞進一步報導說，聯邦調查局不同意這一基於判例法的決定以及在法庭上提出的證據可能在多大程度上損害情報來源和收集方法。
福克斯新聞在其2017年6月28日的文章中表示，聯邦調查局已根據美國國會議員傑森·查菲茨的一項主張重新開始調查，後者向記者凱瑟琳·赫里奇引用報告說“他們重新開始調查”。 7月1日，在發表此聲明不到一周後，查菲茨辭去國會職務，並以評論員的身份加入福克斯新聞。Chaffetz和Herridge都沒有披露Fox News-Chaffetz的商業關係。

### 美國退伍軍人入學
在福克斯新聞報導之前，大學從2012年開始的五年間收到了來自美國國防部的600多萬美元的政府資助，其中包括學費援助計劃以及退伍軍人事務部通過後期9/11 GI法案。根據陳提起的2018年12月聯邦訴訟，指控聯邦調查局，司法部，國防部和國土安全部通過向福克斯新聞洩露個人信息侵犯隱私權，自報告發表以來，該大學的入學率和收入急劇下降。

## 學術

### 學位授權
UMT被授權由弗吉尼亞州高等教育委員會（SCHEV）運營。它獲得了遠程教育認證委員會（DEAC）的認可。UMT一直活躍於項目管理協會（PMI），以促進項目管理作為一種職業。UMT的項目管理學位課程由PMI全球認證中心提供專業認證。UMT是高等教育認證委員會（www.chea.org）的機構成員。CHEA是一個私營的非營利性國家組織，負責協調美國的認證活動。CHEA是美國最大的高等教育機構會員組織，擁有約4,000所經認可的學院和大學，60多個參與國家，地區和專業認證機構。UMT是這些大學之一。

## 排名
自2011-2018年以來，UMT被《軍事高級教育與轉型》雜誌評為MAE＆T頂級高校之一。

## 經濟援助
自1998年成立以來，UMT並沒有增加其學費，二十多年來，每學分的學費為370美元。UMT提供經濟援助和獎學金，包括向所有現役美軍人員和退伍軍人提供的軍事獎學金，“第一響應者”獎學金和項目管理學院教育基金會獎學金。 UMT參加了聯邦學生援助貸款計劃，使學生能夠在需要時獲得聯邦學生貸款和佩爾助學金。

## 外部鏈接
- Official website （页面存档备份，存于）
- 美國全國性認證機構-高等教育認證委員會Council for Higher Education Accreditation(CHEA) （页面存档备份，存于）
- 遠程教育認證委員會(DEAC) （页面存档备份，存于）